# モウドクフキヤガエル
モウドクフキヤガエル（猛毒吹矢蛙、Phyllobates terribilis）は、両生綱無尾目ヤドクガエル科フキヤガエル属に分類されるカエル。

## 分布
コロンビア固有種。同様のコロンビア固有種としてアカオビヤドクガエル、ココエフキヤガエル、アシグロフキヤガエルがある。

## 形態
体長5-6センチメートルとフキヤガエル属最大種。体色は橙色、黄色、緑がかった白（ミント）などの変異がある。

### 毒
本種は自然界における強い毒素（マウスへの投与実験から人間の致死量は0.1-0.3ミリグラムと考えられている）の1つバトラコトキシンを持つ。種小名terribilisは「恐ろしい」の意。バトラコトキシンが体内に入るとナトリウムチャネルが開放され筋肉を収縮させるため心臓発作を引き起こすが、本種の筋肉や神経にはバトラコトキシンへの耐性がある。本種に限らずヤドクガエル科の構成種は生息地での食物から毒物を蓄積あるいは化合すると考えられている。

## 生態
湿性林などに生息する。
食性は動物食で、昆虫、節足動物などを食べる。

## 人間との関係
開発による生息地の破壊により生息数は減少している。
コロンビアの原住民は本種の毒を抽出し、吹き矢の先に塗って狩猟に利用した。このことがフキヤガエルやヤドクガエルの名前の由来になっている。
ペットとして飼育されることもあり、日本にも輸入されている。野生個体はワシントン条約締結後は、コロンビアからの輸出例がない。飼育下繁殖個体が少数流通する。